# Lobošovití
Lobošovití (Eurylaimidae) jsou čeledí malých až středně velkých pěvců, žijících v tropických oblastech jihovýchodní Asie a Afriky.
Jsou to podsadití ptáci se zaoblenými křídly, širokým, barevným zobákem a silnýma nohama. Všechny druhy mají nápadně zbarvené peří, zbarvení samce je odlišné od zbarvení samice.
Lobošovití obývají vlhké tropické lesy, nejsou tažní. Živí se plody, hmyzem a drobnými obratlovci.
Stavějí visuté, uzavřené hnízdo zavěšené na konci větví, které má vchod s předsíní. Dovnitř se pták dostává postranním otvorem nebo dlouhou trubkovitou chodbou.

## Rody a druhy
podčeleď: Calyptomeninae, asijští zelení lobošové
- rod: Calyptomena
  - loboš černohrdlý (Calyptomena whiteheadi)
  - loboš modrobřichý (Calyptomena hosii)
  - loboš smaragdový (Calyptomena viridis)

podčeleď Eurolaiminae
- rod: Corydon
  - loboš tmavý (Corydon sumatranus)
- rod: Cymbirhynchus
  - loboš červenočerný (Cymbirhynchus macrorhynchos)
- rod: Eurylaimus
  - loboš páskovaný (Eurylaimus javanicus)
  - loboš žlutočerný (Eurylaimus ochromalus)
- rod: Psarisomus
  - loboš dlouhoocasý (Psarisomus dalhousiae)
- Sarcophanops (také Eurylaimus)
  - loboš filipínský (Sarcophanops steeri)
  - loboš samarský (Sarcophanops samarensis)
- Serilophus
  - loboš stříbroprstý (Serilophus lunatus)

podčeleď: Pseudocalyptomeninae
- rod: Pseudocalyptomena
  - loboš modrohrdlý (Pseudocalyptomena graueri)

podčeleď: Smithornithinae, afričtí lobošové
- rod: Smithornis
  - loboš africký (Smithornis capensis)
  - loboš červenoboký (Smithornis rufolateralis)
  - loboš šedohlavý (Smithornis sharpei)